# Partido Nacional da Nova Zelândia
O Partido Nacional da Nova Zelândia (em inglês: New Zealand National Party; em maori: Rōpū Nāhinara o Aotearoa), muitas vezes abreviado como Nacional (em inglês: National; em maori: Nāhinara) ou os Nats, é um partido político de centro-direita a direita da Nova Zelândia. É um dos dois principais partidos do país, juntamente com seu rival, o Partido Trabalhista. Fundado em 1936, o partido combina conservadorismo, liberalismo, populismo de direita e libertarianismo de direita, sendo conhecido por defender a iniciativa livre, redução de impostos e regulamentação estatal limitada.

## História
O Partido Nacional foi formado em 14 de maio de 1936 por meio da fusão do conservador Partido da Reforma com o liberal clássico Partido Unido, que já haviam formado uma coligação contra o crescente movimento trabalhista. O Nacional governou por seis períodos durante os séculos XX e XXI, totalizando mais tempo no poder do que qualquer outro partido neozelandês.
O primeiro governo do partido começou em 1949, com Sidney Holland como primeiro-ministro até 1957. Keith Holyoake o sucedeu, governando brevemente em 1957 e depois de 1960 a 1972. Entre 1975 e 1984, sob Robert Muldoon, o partido adotou políticas intervencionistas, afastando-se do liberalismo econômico. Em 1990, Jim Bolger liderou um novo governo, continuando reformas de liberdade de mercado iniciadas pelo governo trabalhista anterior. Em 1996, após a adoção da representação proporcional mista, o partido formou uma coalizão com o Nova Zelândia Primeiro. Em 1997, Jenny Shipley tornou-se a primeira primeira-ministra da Nova Zelândia, liderando até a derrota para os trabalhistas em 1999.
De 2008 a 2017, o partido governou sob John Key e Bill English, com apoio do centrista Futuro Unido, do liberal clássico ACT e do Partido Maori, defensor de direitos indígenas. Nas eleições de 2017, obteve 44,4% dos votos e 56 assentos, mas não formou governo. Em 2020, sofreu uma derrota significativa, com 25,6% dos votos e 33 assentos, permanecendo na Oposição Oficial.
Em 2023, liderado por Christopher Luxon, o partido venceu as eleições gerais com 38,1% dos votos e 49 assentos, formando uma coalizão com ACT Nova Zelândia e Nova Zelândia Primeiro, assumindo o governo em 27 de novembro de 2023. Esta coalizão, a primeira de três partidos na história da Nova Zelândia, permanece no poder em 2025, focando em recuperação econômica e reformas sociais.

## Organização
O Partido Nacional é estruturado em duas alas principais: a ala parlamentar (Caucus), composta por deputados eleitos, e a ala organizacional, que gerencia operações e filiações. A liderança inclui Christopher Luxon (líder e primeiro-ministro), Nicola Willis (vice-líder e Ministra das Finanças), Sylvia Wood (presidente) e Joanne Marie de Joux (secretária do partido). A ala jovem, Jovens Nacionais, é ativa na mobilização de jovens e na formulação de políticas. Não há uma ala específica para a comunidade LGBT, mas o partido inclui membros LGBTQ, como o ex-deputado Chris Finlayson. A Dame Hilda Ross Memorial Foundation apoia candidatas mulheres.
O número exato de membros em 2025 não é público, mas estimativas de 2000 indicam cerca de 20.000 filiados, uma queda significativa desde o pico de 200.000 na década de 1970. O partido está afiliado internacionalmente à União Democrática Internacional e à União Democrata do Pacífico Asiático.

## Ideologia
O Partido Nacional é caracterizado por uma ideologia ampla, abrangendo conservadorismo, liberalismo, populismo de direita e libertarianismo de direita. A tendência conservadora prevalece, mas há forte influência liberal, especialmente no liberalismo econômico e no liberalismo social. Seus princípios incluem:
- Lealdade à Nova Zelândia, seus princípios democráticos e à monarquia como chefe de Estado;
- Reconhecimento do Tratado de Waitangi como documento fundador;
- Promoção da segurança nacional e pessoal;
- Igualdade de cidadania e oportunidades;
- Liberdade individual e responsabilidade pessoal;
- Empreendimento competitivo e recompensas por conquistas;
- Governo limitado;
- Apoio a famílias fortes e comunidades solidárias;
- Desenvolvimento sustentável do meio ambiente.[19]

O partido apoia um Estado de bem-estar social limitado, incentivando trabalho, mérito e inovação para reduzir o desemprego e promover o crescimento econômico. Em 1959, Keith Holyoake resumiu os princípios do partido:

Acreditamos no grau máximo de liberdade pessoal e no grau máximo de escolha individual para nosso povo. Acreditamos na menor interferência necessária com os direitos individuais e no menor grau possível de interferência do Estado.

### Base eleitoral
A base eleitoral do Partido Nacional inclui tradicionalmente neozelandeses de ascendência europeia, eleitores rurais e conservadores sociais. O partido é conhecido por apoiar fazendeiros e negócios, oferecendo incentivos agrícolas e políticas pró-mercado. Nos últimos anos, buscou diversificar sua base, atraindo eleitores Māori e de minorias étnicas, com candidatos como Shane Reti e Nancy Lu.

## Resultados eleitorais

### Eleições legislativas
| Data | Cl. | Votos     | %          | +/-  | Deputados | +/- | Status   |
| ---- | --- | --------- | ---------- | ---- | --------- | --- | -------- |
| 1938 | 2.º | 381.081   | 40,3 / 100 | 7,4  | 25 / 80   | 6   | Oposição |
| 1943 | 2.º | 402.887   | 42,8 / 100 | 2,5  | 34 / 80   | 9   | Oposição |
| 1946 | 2.º | 507.149   | 48,4 / 100 | 5,6  | 38 / 80   | 4   | Oposição |
| 1949 | 1.º | 556.805   | 51,9 / 100 | 3,5  | 46 / 80   | 8   | Governo  |
| 1951 | 1.º | 577.630   | 54,0 / 100 | 2,1  | 50 / 80   | 4   | Governo  |
| 1954 | 1.º | 485.630   | 44,3 / 100 | 9,7  | 45 / 80   | 5   | Governo  |
| 1957 | 2.º | 511.699   | 44,2 / 100 | 0,1  | 39 / 80   | 6   | Oposição |
| 1960 | 1.º | 557.046   | 47,6 / 100 | 3,4  | 46 / 80   | 7   | Governo  |
| 1963 | 1.º | 563.875   | 47,1 / 100 | 0,5  | 45 / 80   | 1   | Governo  |
| 1966 | 1.º | 525.945   | 43,6 / 100 | 3,5  | 44 / 80   | 1   | Governo  |
| 1969 | 1.º | 605.960   | 45,2 / 100 | 1,6  | 45 / 84   | 1   | Governo  |
| 1972 | 2.º | 581.422   | 41,5 / 100 | 3,7  | 32 / 87   | 13  | Oposição |
| 1975 | 1.º | 763.136   | 47,6 / 100 | 6,1  | 55 / 87   | 23  | Governo  |
| 1978 | 2.º | 680.991   | 39,8 / 100 | 7,8  | 51 / 92   | 4   | Governo  |
| 1981 | 2.º | 698.508   | 38,8 / 100 | 1,0  | 47 / 92   | 4   | Governo  |
| 1984 | 2.º | 692.494   | 35,9 / 100 | 2,9  | 37 / 95   | 10  | Oposição |
| 1987 | 2.º | 806.305   | 44,0 / 100 | 8,1  | 40 / 97   | 3   | Oposição |
| 1990 | 1.º | 872.358   | 47,8 / 100 | 3,8  | 67 / 97   | 27  | Governo  |
| 1993 | 1.º | 673.892   | 35,1 / 100 | 12,7 | 50 / 99   | 17  | Governo  |
| 1996 | 1.º | 701.315   | 33,9 / 100 | 1,2  | 44 / 120  | 6   | Governo  |
| 1999 | 2.º | 629.932   | 30,5 / 100 | 3,4  | 39 / 120  | 5   | Oposição |
| 2002 | 2.º | 425.310   | 20,9 / 100 | 9,6  | 27 / 120  | 12  | Oposição |
| 2005 | 2.º | 889.813   | 39,1 / 100 | 18,2 | 48 / 121  | 21  | Oposição |
| 2008 | 1.º | 1.053.398 | 44,9 / 100 | 5,8  | 58 / 122  | 10  | Governo  |
| 2011 | 1.º | 1.058.638 | 47,3 / 100 | 2,4  | 59 / 121  | 1   | Governo  |
| 2014 | 1.º | 1.131.501 | 47,0 / 100 | 0,3  | 60 / 121  | 1   | Governo  |
| 2017 | 1.º | 1.152.075 | 44,4 / 100 | 2,6  | 56 / 120  | 4   | Oposição |
| 2020 | 2.º | 738.275   | 25,6 / 100 | 18,8 | 33 / 120  | 23  | Oposição |
| 2023 | 1.º | 846.582   | 38,1 / 100 | 12,5 | 49 / 123  | 16  | Governo  |